# Canton (Kansas)
Canton – miasto w Stanach Zjednoczonych, w stanie Kansas, w hrabstwie McPherson.